# 池坊短期大学幼児保育学科
池坊短期大学幼児保育学科（いけのぼうたんきだいがくようじほいくがっか）は、京都府下京区鶏鉾町にある私立の保育士養成校。

## 概要
- 池坊華道の根本理念にあたる→和と美を建学の精神としている。
- 平成28年４月より幼児保育学科開設をめ目指し、設置認可申請をした。
- 平成27年8月31日に、文部科学省、大学設置、学校法人審議会より設置が認可された。
- 平成28年４月より池坊短期大学に幼児保育学科が新設された。

### 設置理由
- 子どもを取り巻く社会的背景
- 京都市京都府の状況
- 建学の精神との関連

## 基礎データ

### 所在地
- 四条キャンパス（京都府京都市下京区四条室町鶏鉾町）
  - 鶏鉾町にあるため鶏鉾と関係が深く、鶏鉾の収蔵庫は当短期大学内にある。例年7月12日午後に行われる祇園祭鶏鉾の曳き初めには、多くの学生が浴衣姿で参加する。また宵山期間にはトイレ不足解消に協力し、学内のトイレの一部が一般開放される。

### 交通アクセス
- 京都市営地下鉄四条駅・阪急電鉄京都線烏丸駅下車

## 取得資格について
- 幼稚園教諭二種免許状←文部科学省が管轄する教員免許
- 保育士資格
- 社会福祉主任資格
- 華道免許状（華道家元池坊准華匡脇教授三級）
- 茶道許状（表千家）
- 茶道許状（裏千家）

## カリキュラム
- 1年次

幼児保育・教育の基礎から学び、後期には保育園や福祉施設で実習も体験。京都・滋賀のほか学生の出身地での実習も可能。事前指導や実習先との連絡を含め、教員が丁寧にサポート体制。
- 2年次

幼稚園、保育園、福祉施設で実習。学んだ知識と技能を現場でさらに高めながら自分に合った進路を考える機会にします。現場での学びは事後の指導にも活かされ、希望の就職先の内定へとつなげていく。

## 卒業後の進路

### 幼稚園
- 学校法人樹弘学園しもさかべ幼稚園・永観堂幼稚園・あかね幼稚園、大津愛光幼稚園、光徳幼稚園、西安幼稚園、なるみ幼稚園、広野幼稚園、ふじのき幼稚園、安町幼稚園 、学校法人光明学園光明幼稚園

### 保育園
- 池坊保育園、ヴォーリズ学園、あおぞら保育園、安朱保育園、揖斐川町立幼児園、永興くじょう保育園、おいけあした保育園、男山保育園、カナリヤ保育園、金田東保育園、亀岡保育園、北野保育園、甲南のぞみ園、里の西保育園、竜が岡保育園、月かげ保育園、桃嶺保育園、ひかり保育園、藤の里保育園、まめのき保育園、洛南保育園、るんびに一保育園、社会福祉法人大原野児童福祉会、社会福祉法人つくし会、社会福祉法人洛和会、社会福祉法人知恩会郡山敬愛保育園、社会福祉法人長岡会友岡保育園、京都YMCA三条保育園、株式会社パワフケア（小規模保育園）

### 認定こども園
- 木津さくらの森、聖パウロこども園、深沢ガーデン、みつばちこども園 、株式会社パワフルケア

### 施設
- 榎の家、たかつかさ児童館、西陣工房 他

### その他
- 老人ホーム、養護支援学校、株式会社などさまざまな分野の会社に就職可能

## 教員
- 初代学科長及び学科開設室長(2015年4月〜2018年3月)：林幸範
- 岩野勝人：(2015年4月〜)
- 宮武正明：(2015年4月〜2018年3月)
- 神戸洋子：(2015年4月〜2018年3月)
- 中西茂幸：(2015年4月〜2018年3月)
- 村島義彦：(2015年4月〜2018年3月)
- 宮下恭子：(2015年4月〜2018年3月)
- 細川賢司：(2015年4月〜2018年3月)
- 篠原いくよ：(2015年4月〜)
- 2代目学科長：(2018年4月〜2019年3月)山田理恵子
- 本谷宇一：(2018年4月〜2020年３月)
- 吉田直子：(2018年4月〜)
- 矢野永吏子：(2018年4月〜2020年３月)
- 鵜川陽子：(2018年4月〜)
- 吉島紀江：(2018年4月〜)
- 谷芳恵：(2020年4月〜)
- 桶谷守：(2020年4月〜)
- 3代目学科長(2015年4月〜)：佐々木由喜子

## 保育園
- 池坊保育園